# Koreotettix parvus
Koreotettix parvus är en insektsart som beskrevs av Huh och Kae Kyoung Kwon 1994. Koreotettix parvus ingår i släktet Koreotettix och familjen dvärgstritar. Inga underarter finns listade i Catalogue of Life.